# Arpuberg
De Arpuberg, Samisch: Árbuoaivi, is een berg in het noorden van Zweden. De berg ligt in de gemeente Kiruna, op de grens van het Scandinavische Hoogland en het dal van de Könkämä, op minder dan zeven kilometer van de grens met Finland en op 30 km van Treriksröset, het drielandenpunt met nog Noorwegen. Aan de noordelijke rand van de berg liggen het Arpumeer en de Arpurivier.